# Pogonosoma semifuscum
Pogonosoma semifuscum là một loài ruồi trong họ Asilidae. Pogonosoma semifuscum được Wulp miêu tả năm 1872. Loài này phân bố ở miền Australasia.